# 장다칭
장다칭(张大庆, 1969년 10월 23일~ )은 중화인민공화국 허난성 출신의 천문가이다.
주기 혜성인 이케야-장 혜성의 공동 발견자로, 중국인 가운데 처음으로 혜성에 이름을 붙였다.